# Guerra a muerte (Venezuela)
Se conoce como la Guerra a Muerte al período de la guerra de Independencia de Venezuela comprendido entre 1813 y 1820, caracterizado por la adopción del modelo haitiano de guerra de exterminio, en el que la aniquilación del enemigo político, civil o militar, fue concebida como instrumento ilegítimo de lucha. Este periodo se inicia tras la caída de la Primera República de Venezuela, provocada por la reconquista del general Domingo de Monteverde, con las proclamas de guerra total lanzadas en 1813 por Antonio Nicolás Briceño quien abogó abiertamente por el exterminio de todos los españoles, siguiendo el ejemplo de Haití, y por Simón Bolívar, quien decretó la muerte de todos los peninsulares y canarios que no apoyaran activamente la causa patriota. El periodo concluye con la firma del Tratado de Armisticio y Regularización de la Guerra entre Bolívar y Pablo Morillo en 1820.
Se trata de la adopción del modelo haitiano de revolución que había decretado la guerra a muerte a los franceses, es decir de exterminio, y que propuso Dessalines a Francisco de Miranda, pero que este rehusó llevar a la práctica. Miranda capitula frente a Domingo de Monteverde. Sin embargo los patriotas adoptan esta decisión en enero de 1813 por consejo de Antonio Nicolás Briceño, quien reflexiona los motivos de que Francia perdiese en la revolución de Haití toda una expedición de veteranos vencedores en Europa, siendo la causa de su derrota la guerra a muerte declarada a todo francés. Briceño llegado a Cartagena de Indias, organiza un cuerpo de voluntarios, el 16 de enero de 1813 cuyo primer objetivo declara "destruir en Venezuela la raza maldita de los españoles europeos, en que van inclusos los isleños de Canarias...Ni uno solo debe quedar vivo" y que se extiende a toda una serie de medidas de El Terror. 
Con este plan pasaron a Cúcuta donde el entonces coronel Simón Bolívar el 20 de marzo se suma al denominado Convenio de Cartagena, y publicaría el 15 de junio de 1813 el famoso Decreto de Guerra a Muerte en Trujillo, convirtiendo la Campaña Admirable en una guerra sin cuartel,  «Españoles y Canarios, contad con la muerte, aun siendo indiferentes, si no obráis activamente en obsequio de la libertad de América. Americanos, contad con la vida, aun cuando seáis culpables.» y que le daría nombre a dicho periodo. Bolívar, al concluir la campaña, escribió al Congreso de Nueva Granada que había atravesado nueve ciudades y pueblos, "donde todos los europeos y canarios casi sin excepción fueron fusilados". Esto fue, evidentemente, una medida genocida.
Para el notable historiador venezolano Arístides Rojas, no obstante, está claro que la Guerra a Muerte asumida por Bolívar y otros jefes independentistas no había sido sino una inevitable reacción por parte del bando insurgente en respuesta a la guerra a muerte que había sido llevada a cabo de facto por el bando realista a raíz de la caída de la llamada primera República en 1812 tras la capitulación de Francisco de Miranda ante el comandante español Monteverde. 
Rojas estudió en profundidad los orígenes y desarrollo de la guerra a muerte en Venezuela y así en su ensayo histórico intitulado "Suazola, silueta de la Guerra a Muerte" señala que, de hecho, los primeros crímenes de guerra fueron cometidos precisamente por el bando realista apenas firmada la capitulación de los patriotas en la Victoria el 26 de julio de 1812. Es así como relata, por ejemplo, en el texto anteriormente citado el ajusticiamiento de una partida de cuarenta soldados de las huestes independentistas que se habían pasado al bando realista tras la caída de la llamada primera República.
De igual manera la historiografía registra numerosos testimonios acerca de la sangrienta persecución desatada por la jefatura colonial así como por los numerosos bandos realistas que, con la anuencia de las autoridades, llevaron a cabo rigurosos actos de represión indiscriminada sobre la población civil simpatizante de la causa independentista. Así, por ejemplo, Francisco de Heredia, oidor y regente de la Real Audiencia de Caracas relata en sus "Memorias" que en las misiones de Apure al sur de Venezuela el fraile capuchino Fernando del Coronil, partidario de Monteverde, exhortaba "...en alta voz a los soldados que, de siete años arriba, no dejasen vivo a nadie...". 
Entre los primeros que han quedado señalados por la historia como iniciadores de ese tipo de atroces actos de guerra está el oficial realista Eusebio Antoñanzas, segundo en autoridad bajo el mando de Domingo de Monteverde, quien en el mismo mes de abril de 1812 (es decir, aun antes de la capitulación de las fuerzas emancipadoras) cometió numerosas masacres -en Calabozo y San Juan de los Morros, entre otras poblaciones- asesinando sin distinción a hombres, mujeres y niños de familias consideradas adictas a la nueva República. En informes enviados al Gobierno español en mayo de 1813, Antoñanzas cuestionó la rigurosa política represiva de Monteverde de la cual, decía, iba a resultar "...un total aborrecimiento del nombre español..." en Venezuela, con lo que ponía en evidencia que tal persecución no era más que una política generalizada asumida por las autoridades coloniales.    
Arístides Rojas consigna una lista de los involucrados, todos españoles, en la guerra a muerte iniciada por parte del bando realista: "Aldama, Antoñanzas, Boves, Ceballos, Calzada, Dato, Enrile, Fierro, Gabazo, García Luna, los López, Martínez (Pascual), Millet, Mollinet, Monteverde, Morales, Moxó, Pardo, Puy, Quijada, Rosete, Suazola, Tíscar, Urbieta, Urristieta, Ñáñez, Zerberis; he aquí los actores y ejecutores de este sangriento y prolongado baño de sangre".
Y sentencia Rojas de manera inapelable: "Con cinco de ellos, con Ceballos, Antoñanzas, Monteverde, Suazola y Boves comienza la carnicería desde 1812". 
Las descripciones que aporta Rojas por boca del coronel Muñoz Tébar, secretario de estado de Bolívar, en un manifiesto denunciando las masacres cometidas por el bando realista en diversos puntos de la geografía venezolana resultan estremecedoras: "Jamás se efectuó carnicería más espantosa que la de Aragua de Maturín. El feto en el vientre de la madre irritaba aún a los frenéticos: lo destrozaban con más impaciencia que el tigre devora su presa [...] El feto encerrado en el seno maternal era tan delincuente al juicio de Suasola y sus compañeros, como las mujeres, los ancianos y los demás habitantes de Aragua".
Es por hechos tan graves como esos que Rojas concluye que: "Tales fueron las causales de aquel decreto de la guerra a muerte firmado por Bolívar en Trujillo a 15 de junio de 1813". Y así debió ser porque en el desarrollo de la Campaña Admirable de 1813, Bolívar hubo de recibir información precisa y detallada acerca de la cuestionada conducta desplegada por las fuerzas realistas durante la guerra, por lo que el 8 de junio llegó a anunciar desde Mérida: "Nuestro odio será implacable y la guerra será a muerte".

## Plan de Antonio Nicolás Briceño
El Convenio de Cartagena o Plan para Libertar a Venezuela es el proyecto para la independencia de Venezuela hecha por el caudillo Antonio Nicolás Briceño en acuerdo con otros jefes patriotas en enero de 1813 para poner en práctica una guerra de exterminio contra los españoles. Este plan queda enmarcado dentro del periodo de la independencia venezolana denominada Guerra a muerte. Entre sus artículos destacados se citan: 

El fin principal de esta guerra es el de exterminar en Venezuela la raza maldita de los españoles de Europa sin exceptuar los isleños de Canarias, todos los españoles son excluidos de esta expedición por buenos patriotas que parezcan, puesto que ninguno de ellos debe quedar con vida no admitiéndose excepción ni motivo alguno...

Cartagena de Indias, 16 de Enero de 1813. Antonio Nicolás Briceño

Más tarde, en la ciudad de Cúcuta, Bolívar añade una cláusula a la espera de la aprobación por el Congreso de Nueva Granada, para posteriormente, el 15 de junio de 1813, lanzar su Decreto de Guerra a Muerte. Bolívar mandaba además del contingente venezolano, también las fuerzas aportadas por el congreso de Nueva Granada, junto con su segundo, el coronel Manuel del Castillo y Rada. Bolívar y Castillo estaban esperando en Cúcuta instrucciones del gobierno neogranadino de Santa Fe de Bogotá para adentrarse en Venezuela, lo que daría lugar a la Campaña Admirable, pero anticipadamente ambos jefes aceptaron con modificaciones (20 de marzo) el plan de exterminio del Convenio de Cartagena del 16 de enero, para matar a todos los españoles implicados en la guerra como proponía Briceño, y el resto de españoles serían arrestados hasta que el plan de Briceño de exterminación total recibiese la aprobación del congreso de Nueva Granada.

Como jefes de las fuerzas de la Unión (Nueva Granada) y también de las de Venezuela que se hallan unidas á aquellas aprobamos las precedentes proposiciones esceptuando únicamente el artículo segundo en cuanto se dirige á matar á todos los españoles europeos, pues por ahora solo se hará con aquellos que se encuentren con las armas en la mano, y los demás que parezcan inocentes seguirán con el ejército para vigilar sus operaciones, mientras que el Congreso general de la Nueva Granada á quien se remitirán estos documentos aprueba ó no la guerra á muerte á los nominados españoles, quedando por consiguiente el artículo noveno sujeto á la misma disposición.

Cúcuta, 20 de marzo de 1813. Simón Bolívar (Venezuela) y Manuel del Castillo (Nueva Granada)

## Decreto de Guerra a Muerte

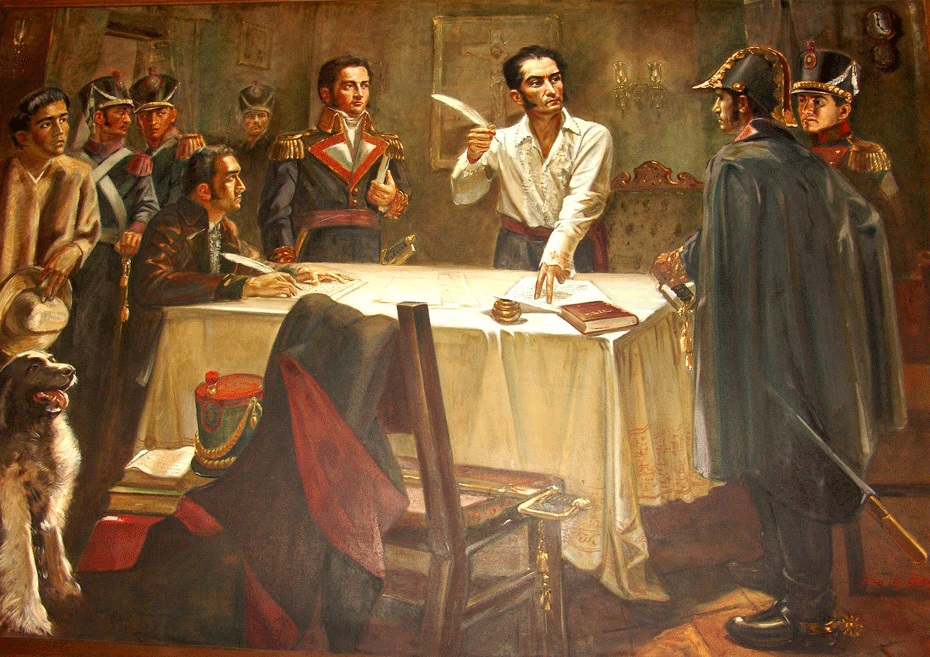
Simón Bolívar firma el Decreto de Guerra a Muerte durante la Campaña Admirable.

El Decreto de Guerra a Muerte fue hecho por Simón Bolívar el 15 de junio de 1813 en la ciudad de Trujillo en Venezuela. La declaración viene precedida meses antes por el Plan de Antonio Nicolás Briceño. La Declaración duró hasta el 26 de noviembre de 1820, cuando el general español Pablo Morillo se reunió con el venezolano Bolívar para concluir un Tratado de Armisticio y Regularización de la Guerra.
```

```

Decreto de Guerra a Muerte: Españoles y canarios contad con la muerte aunque seáis indiferentes, si no obráis por la liberación de América, Venezolanos contad con la vida aunque seáis culpables.
Simón Bolívar el 15 de junio de 1813 en la ciudad de Trujillo

El documento pretendía cambiar la opinión pública sobre la guerra civil venezolana, para que en vez de ser vista como una rebelión en una de las colonias de España, fuera vista como una guerra entre naciones distintas. Proclamaba que todos los españoles y canarios que no participasen activamente en favor de la independencia se les daría muerte, y que todos los americanos serían perdonados, incluso si cooperaban con las autoridades españolas. Y así comprometer de forma irreversible a los individuos con la revolución. Fue redactada bajo la justificación de supuestos crímenes practicados por Domingo Monteverde (que dejó libre a Bolívar a cambio del apresamiento de Miranda) y su ejército contra los republicanos durante la caída de la Primera República. Otra de las justificaciones de la declaración de Bolívar la da en Valencia el 20 de septiembre de 1813, por la represión de Quito ordenada por el gobernador local Ruiz de Castilla el 2 de agosto de 1810, en el marco de la represión de la Primera Junta de Gobierno Autónoma de Quito: "En los muros sangrientos de Quito fue donde España, la primera, despedazó los derechos de la naturaleza y de las naciones. Desde aquel momento del año 1810, en que corrió sangre de los Quiroga, Salinas, etc., nos armaron con la espada de las represalias para vengar aquéllas sobre todos los españoles...". 
Durante la Campaña Admirable por cada lugar "todos los europeos y canarios casi sin excepción fueron fusilados" por las armas patriotas a su paso. En febrero de 1814, al concluir la campaña y ser derrotados por los realistas en la Primera Batalla de La Puerta, Juan Bautista Arismendi, por órdenes de Bolívar, mando a fusilar a 886 prisioneros españoles en Caracas. Para engrosar su número añadió inclusive los 300 enfermos y heridos en el hospital de La Guaira. Bolívar escribió los detalles al Congreso de Nueva Granada. En consecuencia, entre 1815 y 1817 fueron implicados y sentenciados a muerte varios ciudadanos distinguidos de Nueva Granada, cabecillas de la revolución, siendo ajusticiados a manos del ejército venido con Pablo Morillo. En represalia por el Decreto de Guerra a Muerte emitido por Bolívar en la ciudad de Trujillo, el 15 de julio de 1813, por el que son ejecutados más de dos mil españoles de los cuales 1600 eran canarios, sólo por el hecho de haber nacido al otro lado del Atlántico.

## Desarrollo de la guerra a muerte
La Guerra a Muerte fue practicada sistemáticamente por orden de Simón Bolívar durante un periodo de la guerra en Venezuela en el cual las tropas de Bolívar se negaron a tomar condescendencia con cualquier español nacido en la Península o en Canarias, perdonando solo aquellos realistas nacidos en América y solo perdonando a aquellos peninsulares o canarios que abiertamente se posicionaron a su favor. La guerra a muerte llegó a su punto máximo en el año 1814, en la cual José Tomás Boves al mando de los llaneros con el grito de «muerte a los blancos» desató una feroz lucha de clases que liquidó la Segunda República. Historiadores han calificado dicho periodo como una guerra civil entre venezolanos que apoyaban a la corona y los que deseaban la independencia, pero con la muerte de Boves, y la sustitución de las montoneras llaneras que peleaban por el rey, por un ejército expedicionario regular comandado por el Mariscal Pablo Morillo comenzó a humanizarse la guerra en 1815, ya que además de la misión militar de reconquistar Nueva Granada, tenía la misión policial de desarmar y licenciar en Venezuela las incontrolables huestes de Boves que en su mayoría se habían plegado al bando patriota. 
La influencia de la revolución Haitiana no dejó de estar presente. A partir de 1816 la república de Haití fue el lugar estratégico clave de los patriotas para independizar Venezuela. Desde allí, con la colaboración del presidente negro, Alexandre Pétion, que exigía se decretase la emancipación general de los esclavos a Bolívar, se organizaron una serie de expediciones patriotas también con apoyo privado norteamericano desde Filadelfia, conseguido por Pedro Gual. De esta forma desde Haití, entre 1816 y 1817, se organizaron dos expediciones hacia Venezuela, la primera fracasada en los Cayos, siendo la segunda la que permitió adentrarse en las riberas del río Orinoco, desde donde se reiniciaron las operaciones continentales que concluyen con la victoria de la campaña de Guayana. Sin embargo el temor patriota de ver repetirse en Venezuela otra "revolución de negros" que llevase a un resultado como la Haitiana, terminó con el ajusticiamiento del caudillo mulato Manuel Piar en 1817.
No obstante haber sido Bolívar el autor del llamado decreto de guerra a muerte, es necesario reconocer que en varias oportunidades el mismo Libertador se muestra proclive a derogar dicho instrumento; es así como en la proclama de Ocumare de fecha 6 de julio de 1816 expresa muy claramente: "...La guerra a muerte que nos han hecho nuestros enemigos cesará por nuestra parte: perdonaremos a los que se rindan, aunque sean españoles. Ningún español sufrirá la muerte fuera del campo de batalla". Palabras que no se cumplieron, ya que tras la batalla de Boyacá en 1819 todos los prisioneros españoles fueron fusilados.

## Regularización de la guerra
Al concluir la Campaña Libertadora de Nueva Granada y la instauración en España del Trienio Liberal, los patriotas se hallaron en una posición lo suficientemente fuerte para abandonar la guerra a muerte y negociar con Morillo un Tratado de Armisticio y Regularización de la Guerra, que se firmó entre Bolívar y Morillo el 27 de noviembre de 1820 en Santa Ana, Estado Trujillo.